# Andrena tunetana
Andrena tunetana är en biart som beskrevs av Otto Schmiedeknecht 1900. Andrena tunetana ingår i släktet sandbin, och familjen grävbin. Inga underarter finns listade i Catalogue of Life.